# Tjautjasjaure
Tjautjasjaure (samiska: Čavččasjávri) är en sjö i Gällivare kommun i Lappland och ingår i Kalixälvens huvudavrinningsområde. Sjön har en area på 3,68 kvadratkilometer och ligger 457,1 meter över havet. Tjautjasjaure ligger i Torne och Kalix älvsystem Natura 2000-område. Sjön avvattnas av vattendraget Tjautjasjoki.
Namnet Čavččasjávri är nordsamiska och kommer av ordet čakča som betyder höst samt jávri som betyder sjö. Det kan alltså översättas med "Höstsjön".

## Delavrinningsområde
Tjautjasjaure ingår i det delavrinningsområde (747832-171212) som SMHI kallar för Utloppet av Tjautjasjaure. Medelhöjden är 481 meter över havet och ytan är 15,68 kvadratkilometer. Räknas de 7 avrinningsområdena uppströms in blir den ackumulerade arean 167,41 kvadratkilometer. Tjautjasjoki som avvattnar avrinningsområdet har biflödesordning 2, vilket innebär att vattnet flödar genom totalt 2 vattendrag innan det når havet efter 306 kilometer. Avrinningsområdet består mestadels av skog (61 procent). Avrinningsområdet har 3,93 kvadratkilometer vattenytor vilket ger det en sjöprocent på 25,1 procent.